# Staré Město (district d'Uherské Hradiště)
Pour les articles homonymes, voir Stare Mesto.
Staré Město (en allemand : Altstadt bei Ungarisch Hradisch, littéralement « vieille ville près du bourg de Hongrie ») est une ville du district d'Uherské Hradiště, dans la région de Zlín, en Tchéquie. Sa population s'élevait à 6 585 habitants en 2025.

## Géographie
Staré Město se trouve à 5 km au nord-ouest du centre d'Uherské Hradiště, dont elle est séparée par la rivière Morava à son point de confluence avec la Salaška, à 24 km au sud-ouest de Zlín, à 62 km à l'est-sud-est de Brno et à 244 km au sud-est de Prague.
La commune est limitée par Jalubí et Huštěnovice au nord, par Kněžpole au nord-est, par Uherské Hradiště au sud-est et au sud, par Kunovice et Kostelany nad Moravou au sud, et par Zlechov à l'ouest.

## Histoire
Au IXe siècle, la ville s'appelait Veligrad et était un des grands centres de la Grande-Moravie. Elle est citée dans les « annales de Fulda » en 869 comme étant un des forts du prince Ratislav. Certains auteurs estiment que Méthode est mort et a été enterré dans cette ville. Ce site a été redécouvert au XXe siècle par Antonín Zelnitius et fouillé sous la direction de Vilém Hrubý. Depuis 1960, le site est accessible sous le nom de monument de la Grande-Moravie. A 4 km au nord-ouest à Modrá, un petit village existait aussi. Il est présenté actuellement dans le cadre d'un musée archéologique de plein-air.
En 1205, le margrave de Moravie Vladislav III Jindřich fonde l'abbaye cistercienne de Velehrad à l'initiative de l'évêque d'Olomouc Robert d'Angleterre. À partir de cette époque, le village dépend de l'abbaye. En 1257, Ottokar II Přemysl fonde Novy Veligrad sur une île de la Morava. Cette ville nouvelle hérite aussi de l'autorisation de tenir le marché qui se trouvait jusqu’alors à Veligrad. En 1323, pour éviter les confusions, Veligrad est renommé en Staré Město, Novy Veligrad en Hradiště et l'abbaye continue de s'appeler Velehrad. L'abbaye est détruite par les Hussites en 1421, Staré Město est brûlé par les Suédois en 1645 lors de la guerre de Trente Ans.
En 1790, Staré Město est un village de 1 124 habitants répartis en 166 maisons. En 1841, le village est relié au réseau de chemin de fer du nord de l'empereur Ferdinand, ce qui permet le développement d'établissements industriels tels que la fabrique de sucre des frères May fondée en 1868. La population passa à 3 879 habitants en 1900 et 6 211 habitants en 1930. De 1943 à 1945, de 1949 à 1954 et de 1971 à 1990 Staré Město perdit son indépendance et fit partie de la ville de Hradiště.

## Personnalités
- Méthode y serait mort et enterré ;
- Miroslav Grebeníček (1947-) ;
- Josef Panáček (1937-2022).